# Iridiová anomálie

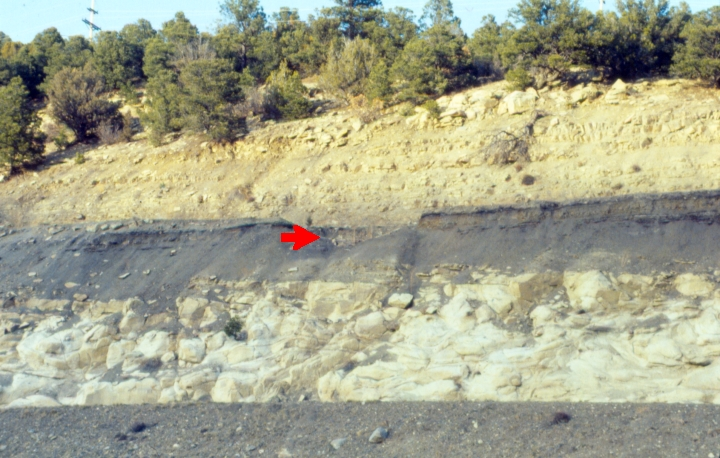
Odkryté rozhraní K-T v Ratonském průsmyku (Nové Mexiko) se zvýšeným obsahem iridia

Iridiová anomálie je pojem vztahující se k vymírání na konci křídy, katastrofické události na konci druhohor před asi 66,04 miliony let. Jde o výrazně navýšenou koncentraci prvku iridia ve vrstvě zemské kůry označované rozhraní K-T a datované právě do tohoto období. Iridium je v zemské kůře obecně velmi vzácné, v tzv. iridiové vrstvě však dosahuje mnohonásobně vyšší koncentrace (až 160x vyšší).
Už v 80. letech minulého století vyslovil fyzik Luis Walter Alvarez domněnku, že obohacení bylo způsobeno dopadem obřího vesmírného tělesa, které zároveň rozpoutalo vlnu ničivého vymírání. Tomu padli za oběť neptačí dinosauři, ptakoještěři, velcí mořští plazi a mnoho dalších organismů. Původcem byla zřejmě relativně velká planetka o průměru 10 až 15 kilometrů, která dopadla do oblasti dnešního Mexického zálivu (a vytvořila Chicxulubský kráter).
Typová lokalita této anomálie se nachází u města Raton v Novém Mexiku.